# دوري أبطال أوقيانوسيا 2017
دوري أبطال أوقيانوسيا 2017 هو الموسم 16 من  دوري أبطال أوقيانوسيا. أقيم خلال الفترة 28 يناير 2017 وحتى 6 مايو 2017، والذي يشرف على تنظيمه اتحاد أوقيانوسيا لكرة القدم، وفاز فيه نادي أوكلاند سيتي.

## نتائج الموسم
| المركز | فريق              | لعب | ف | ت | خ | له | عليه | ف.أ | نقاط | ملاحظة |
| ------ | ----------------- | --- | - | - | - | -- | ---- | --- | ---- | ------ |
|        | نادي أوكلاند سيتي |     |   |   |   |    |      |     |      |        |